# Viktor Almquist
Viktor Emanuel Almquist, född 21 september 1860 i Stockholm, död 25 augusti 1951 i Stockholm, var en svensk ämbetsman, överdirektör och chef för Fångvårdsstyrelsen 1910–1927. Son till Gustaf Fridolf Almquist och Marira Wilhelmina Grandin. Han var far till översättaren Maj Lorents.

## Biografi
Almquist blev student vid Uppsala universitet 1878, juris kandidat 1884, var från 1897 byråchef i Fångvårdsstyrelsen. 
Han blev 1910 överdirektör och chef för nämnda styrelse. Han medverkade i hög grad till viktiga reformer inom den svenska fångvården. Han ansåg att straffet skulle gagna såväl samhället som den dömde. Detta kunde enligt honom uppnås genom att olika kategorier av fångar fick olika behandling. De unga skulle placeras på uppfostringsanstalt, psykiskt störda och efterblivna skulle överlämnas till psykiatrer och de vanliga fångarna skulle få möjlighet till utomhusarbete. Detta blev möjligt genom den 1917 tillkomna verkställighetslagen. Almquist verkade också för utökad hjälpverksamhet för dem, som frigivits efter avtjänat straff och för avskaffandet av påföljden ”förlust av medborgerligt förtroende”. 
Han blev 1913 ordförande på livstid i Samfundet de nio. Han var från maj 1922 ordförande i styrelsen för åkerbrukskolonien Hall. Han publicerade under signaturen Hans Vik tre diktsamlingar: Målerier (1889), Rimlek och färgspel (1894) och Vågsvall (1898).  Han medverkade som artikelförfattare i Nordisk familjebok under signaturen V. A-t.
Viktor Almquist är begravd på Djursholms begravningsplats.

### Almänna
- Almquist, 4. Gustaf Fridolf i Nordisk familjebok (andra upplagan, 1904)
- Almquist, Viktor Emanuel i Albin Hildebrand, Svenskt porträttgalleri (1913), volym XXVI. Register
- Svenska män och kvinnor, band 1 (1942), sid. 67
- Svensk Rikskalender 1908, sid. 61

### Fotnoter
1. 1 2 3 4  Viktor E Almquist, Svenskt biografiskt lexikon, Svenskt Biografiskt Lexikon-ID: 5706, läs online.[källa från Wikidata]
2. ↑  Andreas Beyer & Bénédicte Savoy (red.), Artists of the World Online, K.G. Saur Verlag och Walter de Gruyter, 2009, 10.1515/AKL, Artists of the World konstnärs-ID: 10021266.[källa från Wikidata]
3. 1 2 3  Bengt Åhlén (red.), Svenskt författarlexikon: 1. 1900–1940, Rabén & Sjögren, 1942, s. 24, läs onlineläs online, läst: 19 september 2021.[källa från Wikidata]
4. ↑  Till regeringen från svenska kvinnor ingifna skrifvelser i rösträttsfrågan 1905–1906, Björck & Börjesson, 1906, läs onlineläs online.[källa från Wikidata]
5. ↑  Svenskt porträttgalleri : XV. Författare, s. 7, läs online, läst: 19 september 2021.[källa från Wikidata]
6. ↑  1906, läs online, läst: 2 november 2020.[källa från Wikidata]
7. 1 2  Sveriges dödbok 1947-2003, (CD-ROM version 3.0) Sveriges Släktforskarförbund 2003
8. ↑  Sveriges befolkning 1900, (CD-ROM version 1.02) Sveriges Släktforskarförbund 2006
9. ↑  "Maj Lorents, 1896–1998" av John-Henri Holmberg i Svenskt översättarlexikon. Läst 8 maj 2014
10. ↑  ”Almqvist, Viktor Emanuel”. SvenskaGravar. https://www.svenskagravar.se/gravsatt/137420660. Läst 15 februari 2023.